# Ecorregión de agua dulce lagos valdivianos
La ecorregión de agua dulce lagos valdivianos (en  inglés Valdivian Lakes) (349) es una georregión ecológica acuática continental situada en el sudoeste de América del Sur. Se la incluye en la ecozona Neotropical.

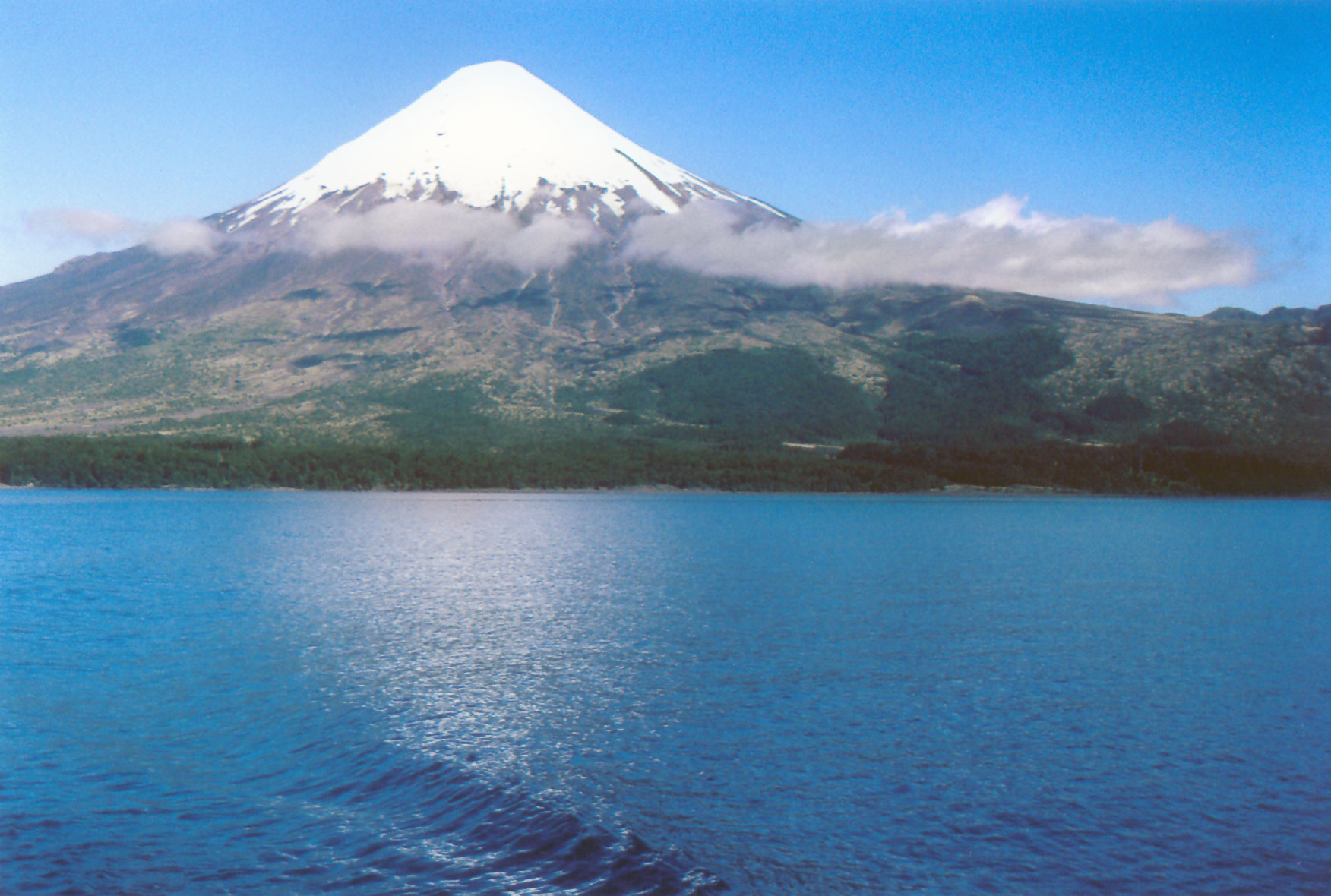
El Lago Llanquihue en Chile; ecorregión de agua dulce lagos valdivianos.

## Distribución

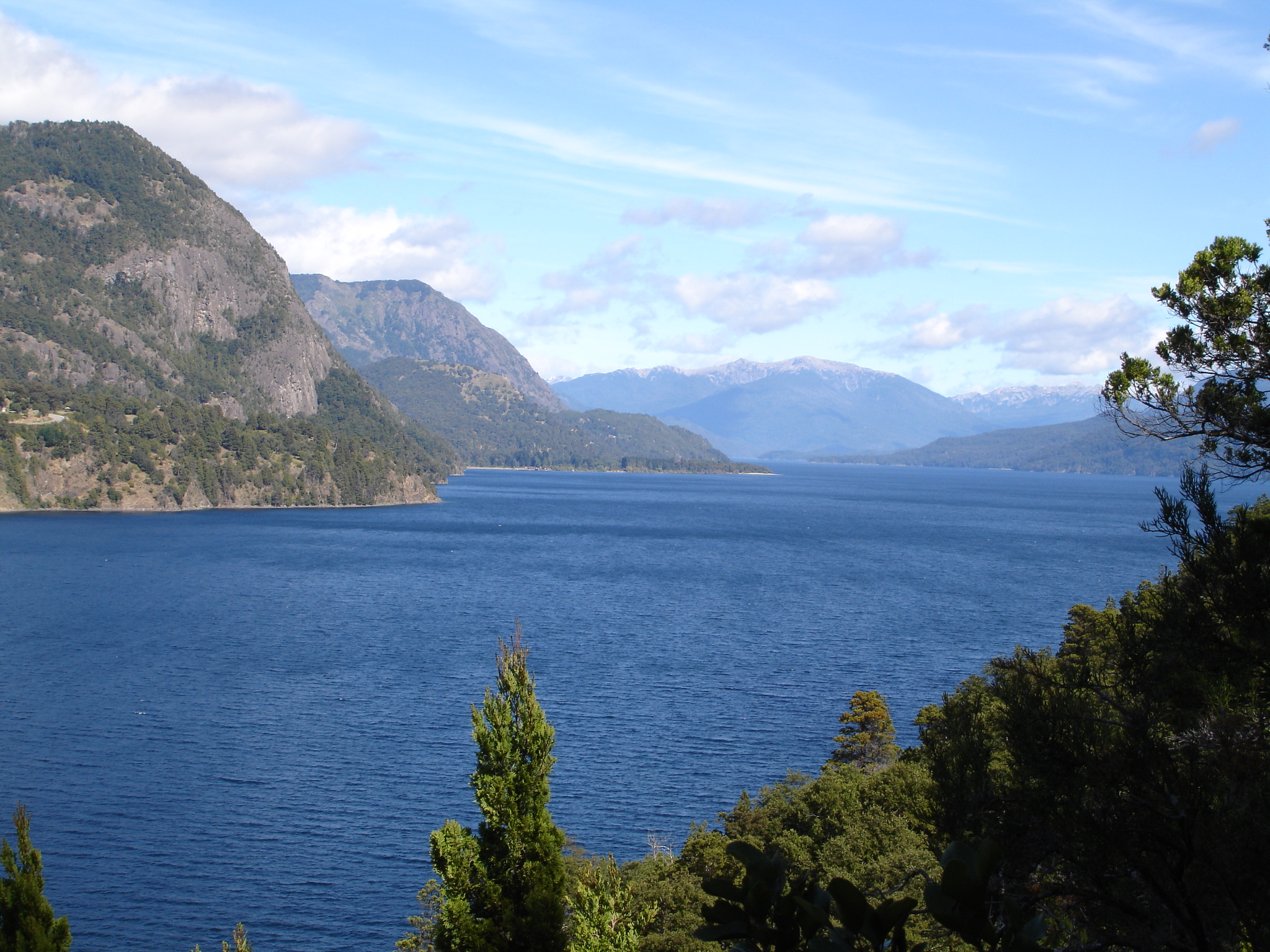
El lago Lácar en la región cordillerana de la provincia del Neuquén, es el único sector de la Argentina donde se hace presente la ecorregión de agua dulce lagos valdivianos.

Pertenece totalmente a la cuenca del océano Pacífico, estando limitada por el este por la cordillera de los Andes. Se distribuye en el sur de Chile, desde la cuenca del río Toltén por el norte (39° S) hasta los arroyos y lagos de la isla Grande de Chiloé por el sur (43° S). 
Comprende sectores de las regiones de: la Araucanía, Los Ríos, y Los Lagos.
También cubre un pequeño sector del sudoeste de la Argentina, en la cuenca del lago Lácar, en la región cordillerana de la provincia del Neuquén. Esto se debe a que forma parte de un complejo sistema fluviolacustre que es parte de la alta cuenca del río Valdivia, una cuenca hidrográfica cordillerana y binacional que va desde San Martín de los Andes hasta la bahía de Corral. Sus aguas primero pasan al lago Nonthué, este luego desagua a través del río Hua-Hum y, ya en Chile, continúan en los lagos Pirehueico, Neltume, Calafquén, Pullinque, Panguipulli y Riñihue.
Hacia el norte limita con la Ecorregión de agua dulce pendiente del Pacífico andina austral; hacia el oriente y sur limita con la de la Patagonia.